# Eleições presidenciais portuguesas de 2016 no distrito de Beja
| Eleições presidenciais portuguesas de 2016 Distritos: Aveiro \| Beja \| Braga \| Bragança \| Castelo Branco \| Coimbra \| Évora \| Faro \| Guarda \| Leiria \| Lisboa \| Portalegre \| Porto \| Santarém \| Setúbal \| Viana do Castelo \| Vila Real \| Viseu \| Açores \| Madeira \| Estrangeiro |

## Resultados por Concelho
Os resultados nos concelhos do Distrito de Beja foram os seguintes:

### Aljustrel
| Candidato               | Candidato                | Votos | %               |
| ----------------------- | ------------------------ | ----- | --------------- |
|                         | António Sampaio da Nóvoa | 1 656 | 38,24 / 100,00  |
|                         | Edgar Silva              | 1 048 | 24,20 / 100,00  |
|                         | Marcelo Rebelo de Sousa  | 865   | 19,97 / 100,00  |
|                         | Marisa Matias            | 441   | 10,18 / 100,00  |
|                         | Maria de Belém Roseira   | 149   | 3,44 / 100,00   |
|                         | Vitorino Silva           | 97    | 2,24 / 100,00   |
|                         | Henrique Neto            | 28    | 0,65 / 100,00   |
|                         | Paulo de Morais          | 27    | 0,62 / 100,00   |
|                         | Cândido Ferreira         | 11    | 0,25 / 100,00   |
|                         | Jorge Sequeira           | 9     | 0,21 / 100,00   |
| Votos Inválidos         | Votos Inválidos          | 63    | 1,43 / 100,00   |
| Total                   | Total                    | 4 394 | 100,00 / 100,00 |
| Eleitorado/Participação | Eleitorado/Participação  | 8 517 | 51,59 / 100,00  |

| Freguesia                  | %     | %     | %     | %     | %    | %    | %    | %    | %    | %    | Votantes |
| Freguesia                  | ASN   | ES    | MRS   | MM    | MBR  | VS   | HN   | PM   | CF   | JS   | Votantes |
| -------------------------- | ----- | ----- | ----- | ----- | ---- | ---- | ---- | ---- | ---- | ---- | -------- |
| Aljustrel e Rio de Moinhos | 38,84 | 25,06 | 18,79 | 10,66 | 3,12 | 2,08 | 0,63 | 0,56 | 0,15 | 0,11 | 2 742    |
| Ervidel                    | 30,09 | 29,86 | 21,04 | 10,63 | 4,52 | 1,58 | 0,68 | 0,90 | 0    | 0,68 | 447      |
| Messejana                  | 29,58 | 24,69 | 22,25 | 10,02 | 5,38 | 5,13 | 1,22 | 0,73 | 0,73 | 0,24 | 412      |
| São João de Negrilhos      | 45,24 | 17,79 | 22,24 | 8,39  | 2,92 | 1,65 | 0,38 | 0,64 | 0,51 | 0,25 | 793      |
| Aljustrel                  | 38,24 | 24,20 | 19,97 | 10,18 | 3,44 | 2,24 | 0,65 | 0,62 | 0,25 | 0,21 | 4 394    |

### Almodôvar
| Candidato               | Candidato                | Votos | %               |
| ----------------------- | ------------------------ | ----- | --------------- |
|                         | Marcelo Rebelo de Sousa  | 1 083 | 37,58 / 100,00  |
|                         | António Sampaio da Nóvoa | 961   | 33,34 / 100,00  |
|                         | Marisa Matias            | 353   | 12,25 / 100,00  |
|                         | Maria de Belém Roseira   | 202   | 7,01 / 100,00   |
|                         | Edgar Silva              | 129   | 4,48 / 100,00   |
|                         | Vitorino Silva           | 71    | 2,46 / 100,00   |
|                         | Paulo de Morais          | 32    | 1,11 / 100,00   |
|                         | Henrique Neto            | 28    | 0,97 / 100,00   |
|                         | Cândido Ferreira         | 13    | 0,45 / 100,00   |
|                         | Jorge Sequeira           | 10    | 0,35 / 100,00   |
| Votos Inválidos         | Votos Inválidos          | 65    | 2,20 / 100,00   |
| Total                   | Total                    | 2 947 | 100,00 / 100,00 |
| Eleitorado/Participação | Eleitorado/Participação  | 6 606 | 44,61 / 100,00  |

| Freguesia                        | %     | %     | %     | %    | %    | %    | %    | %    | %    | %    | Votantes |
| Freguesia                        | MRS   | ASN   | MM    | MBR  | ES   | VS   | PM   | HN   | CF   | JS   | Votantes |
| -------------------------------- | ----- | ----- | ----- | ---- | ---- | ---- | ---- | ---- | ---- | ---- | -------- |
| Aldeia dos Fernandes             | 31,49 | 32,77 | 18,72 | 5,11 | 5,96 | 3,83 | 0,85 | 0,43 | 0,43 | 0,43 | 238      |
| Almodôvar                        | 38,19 | 33,65 | 12,32 | 6,45 | 4,21 | 2,49 | 1,34 | 0,77 | 0,38 | 0,19 | 1 602    |
| Rosário                          | 35,06 | 36,36 | 12,99 | 6,06 | 6,06 | 2,16 | 0    | 1,30 | 0    | 0    | 235      |
| Santa Clara-a-Nova e Gomes Aires | 38,79 | 31,74 | 11,08 | 7,56 | 5,04 | 1,51 | 1,26 | 1,76 | 0,76 | 0,50 | 408      |
| Santa Cruz                       | 36,90 | 33,95 | 11,44 | 7,75 | 4,80 | 2,21 | 0,37 | 1,11 | 0,74 | 0,74 | 279      |
| São Barnabé                      | 41,76 | 30,22 | 11,54 | 7,69 | 1,10 | 3,30 | 1,65 | 1,10 | 0,55 | 1,10 | 185      |
| Almodôvar                        | 37,58 | 33,34 | 12,25 | 7,01 | 4,48 | 2,46 | 1,11 | 0,97 | 0,45 | 0,35 | 2 947    |

### Alvito
| Candidato               | Candidato                | Votos | %               |
| ----------------------- | ------------------------ | ----- | --------------- |
|                         | Marcelo Rebelo de Sousa  | 343   | 36,18 / 100,00  |
|                         | António Sampaio da Nóvoa | 305   | 32,17 / 100,00  |
|                         | Edgar Silva              | 116   | 12,24 / 100,00  |
|                         | Marisa Matias            | 80    | 8,44 / 100,00   |
|                         | Maria de Belém Roseira   | 48    | 5,06 / 100,00   |
|                         | Vitorino Silva           | 23    | 2,43 / 100,00   |
|                         | Henrique Neto            | 16    | 1,69 / 100,00   |
|                         | Paulo de Morais          | 13    | 1,37 / 100,00   |
|                         | Jorge Sequeira           | 3     | 0,32 / 100,00   |
|                         | Cândido Ferreira         | 1     | 0,11 / 100,00   |
| Votos Inválidos         | Votos Inválidos          | 22    | 2,27 / 100,00   |
| Total                   | Total                    | 970   | 100,00 / 100,00 |
| Eleitorado/Participação | Eleitorado/Participação  | 1 935 | 50,13 / 100,00  |

| Freguesia            | %     | %     | %     | %    | %    | %    | %    | %    | %    | %    | Votantes |
| Freguesia            | MRS   | ASN   | ES    | MM   | MBR  | VS   | HN   | PM   | JS   | CF   | Votantes |
| -------------------- | ----- | ----- | ----- | ---- | ---- | ---- | ---- | ---- | ---- | ---- | -------- |
| Alvito               | 41,79 | 29,73 | 12,47 | 7,69 | 2,91 | 1,87 | 1,87 | 1,25 | 0,42 | 0    | 494      |
| Vila Nova da Baronia | 30,41 | 34,69 | 11,99 | 9,21 | 7,28 | 3,00 | 1,50 | 1,50 | 0,21 | 0,21 | 476      |
| Alvito               | 36,18 | 32,17 | 12,24 | 8,44 | 5,06 | 2,43 | 1,69 | 1,37 | 0,32 | 0,11 | 970      |

### Barrancos
| Candidato               | Candidato                | Votos | %               |
| ----------------------- | ------------------------ | ----- | --------------- |
|                         | Marcelo Rebelo de Sousa  | 208   | 37,21 / 100,00  |
|                         | António Sampaio da Nóvoa | 134   | 23,97 / 100,00  |
|                         | Marisa Matias            | 85    | 15,21 / 100,00  |
|                         | Edgar Silva              | 62    | 11,09 / 100,00  |
|                         | Maria de Belém Roseira   | 36    | 6,44 / 100,00   |
|                         | Vitorino Silva           | 26    | 4,65 / 100,00   |
|                         | Henrique Neto            | 5     | 0,89 / 100,00   |
|                         | Paulo de Morais          | 2     | 0,36 / 100,00   |
|                         | Jorge Sequeira           | 1     | 0,18 / 100,00   |
|                         | Cândido Ferreira         | 0     | 0,00 / 100,00   |
| Votos Inválidos         | Votos Inválidos          | 22    | 3,79 / 100,00   |
| Total                   | Total                    | 581   | 100,00 / 100,00 |
| Eleitorado/Participação | Eleitorado/Participação  | 1 389 | 41,83 / 100,00  |

| Freguesia | %     | %     | %     | %     | %    | %    | %    | %    | %    | %  | Votantes |
| Freguesia | MRS   | ASN   | MM    | ES    | MBR  | VS   | HN   | PM   | JS   | CF | Votantes |
| --------- | ----- | ----- | ----- | ----- | ---- | ---- | ---- | ---- | ---- | -- | -------- |
| Barrancos | 37,21 | 23,97 | 15,21 | 11,09 | 6,44 | 4,65 | 0,89 | 0,36 | 0,18 | 0  | 581      |
| Barrancos | 37,21 | 23,97 | 15,21 | 11,09 | 6,44 | 4,65 | 0,89 | 0,36 | 0,18 | 0  | 581      |

### Beja
| Candidato               | Candidato                | Votos  | %               |
| ----------------------- | ------------------------ | ------ | --------------- |
|                         | Marcelo Rebelo de Sousa  | 4 902  | 34,11 / 100,00  |
|                         | António Sampaio da Nóvoa | 4 586  | 31,91 / 100,00  |
|                         | Edgar Silva              | 2 091  | 14,55 / 100,00  |
|                         | Marisa Matias            | 1 527  | 10,62 / 100,00  |
|                         | Maria de Belém Roseira   | 653    | 4,54 / 100,00   |
|                         | Vitorino Silva           | 246    | 1,71 / 100,00   |
|                         | Paulo de Morais          | 213    | 1,48 / 100,00   |
|                         | Henrique Neto            | 78     | 0,54 / 100,00   |
|                         | Jorge Sequeira           | 41     | 0,29 / 100,00   |
|                         | Cândido Ferreira         | 36     | 0,25 / 100,00   |
| Votos Inválidos         | Votos Inválidos          | 275    | 1,88 / 100,00   |
| Total                   | Total                    | 14 648 | 100,00 / 100,00 |
| Eleitorado/Participação | Eleitorado/Participação  | 29 885 | 49,01 / 100,00  |

| Freguesia                                | %     | %     | %     | %     | %    | %    | %    | %    | %    | %    | Votantes |
| Freguesia                                | MRS   | ASN   | ES    | MM    | MBR  | VS   | PM   | HN   | JS   | CF   | Votantes |
| ---------------------------------------- | ----- | ----- | ----- | ----- | ---- | ---- | ---- | ---- | ---- | ---- | -------- |
| Albernoa e Trindade                      | 22,52 | 27,97 | 23,02 | 10,89 | 8,42 | 4,46 | 0,99 | 0,25 | 0,25 | 1,24 | 413      |
| Baleizão                                 | 17,65 | 18,72 | 43,05 | 16,58 | 1,87 | 1,34 | 0    | 0,27 | 0    | 0,53 | 380      |
| Beja (Salvador e Santa Maria da Feira)   | 37,16 | 31,48 | 10,56 | 12,26 | 4,10 | 1,75 | 1,67 | 0,61 | 0,20 | 0,20 | 4 051    |
| Beja (Santiago Maior e São João Batista) | 39,61 | 33,11 | 9,74  | 9,73  | 3,76 | 1,36 | 1,85 | 0,58 | 0,18 | 0,08 | 6 113    |
| Beringel                                 | 31,36 | 30,84 | 18,12 | 10,45 | 5,92 | 1,74 | 0,17 | 0,35 | 0,35 | 0,70 | 590      |
| Cabeça Gorda                             | 19,67 | 26,96 | 30,05 | 10,75 | 8,01 | 1,64 | 1,28 | 0,55 | 0,55 | 0,55 | 560      |
| Nossa Senhora das Neves                  | 25,67 | 36,04 | 20,62 | 8,98  | 4,77 | 1,68 | 1,12 | 0,28 | 0,42 | 0,42 | 721      |
| Salvada e Quintos                        | 23,42 | 28,89 | 30,94 | 5,98  | 6,50 | 1,37 | 0,85 | 0,34 | 1,20 | 0,51 | 593      |
| Santa Clara de Louredo                   | 21,17 | 26,18 | 32,59 | 11,42 | 4,18 | 2,23 | 0,56 | 0,28 | 0,84 | 0,56 | 365      |
| Santa Vitória e Mombeja                  | 23,66 | 32,93 | 20,49 | 10,73 | 8,29 | 2,20 | 0,49 | 0,49 | 0,73 | 0    | 413      |
| São Matias                               | 27,18 | 41,75 | 6,80  | 13,59 | 4,37 | 3,40 | 0,97 | 1,46 | 0    | 0,49 | 207      |
| Trigaches e São Brissos                  | 24,89 | 43,46 | 9,28  | 8,86  | 6,75 | 3,80 | 2,11 | 0,84 | 0    | 0    | 242      |
| Beja                                     | 34,11 | 31,91 | 14,55 | 10,62 | 4,54 | 1,71 | 1,48 | 0,54 | 0,29 | 0,25 | 14 648   |

### Castro Verde
| Candidato               | Candidato                | Votos | %               |
| ----------------------- | ------------------------ | ----- | --------------- |
|                         | António Sampaio da Nóvoa | 1 008 | 34,17 / 100,00  |
|                         | Marcelo Rebelo de Sousa  | 790   | 26,78 / 100,00  |
|                         | Marisa Matias            | 449   | 15,22 / 100,00  |
|                         | Edgar Silva              | 412   | 13,97 / 100,00  |
|                         | Maria de Belém Roseira   | 159   | 5,39 / 100,00   |
|                         | Vitorino Silva           | 68    | 2,31 / 100,00   |
|                         | Paulo de Morais          | 37    | 1,25 / 100,00   |
|                         | Henrique Neto            | 11    | 0,37 / 100,00   |
|                         | Jorge Sequeira           | 9     | 0,31 / 100,00   |
|                         | Cândido Ferreira         | 7     | 0,24 / 100,00   |
| Votos Inválidos         | Votos Inválidos          | 63    | 2,09 / 100,00   |
| Total                   | Total                    | 3 013 | 100,00 / 100,00 |
| Eleitorado/Participação | Eleitorado/Participação  | 6 408 | 47,02 / 100,00  |

| Freguesia                | %     | %     | %     | %     | %    | %    | %    | %    | %    | %    | Votantes |
| Freguesia                | ASN   | MRS   | MM    | ES    | MBR  | VS   | PM   | HN   | JS   | CF   | Votantes |
| ------------------------ | ----- | ----- | ----- | ----- | ---- | ---- | ---- | ---- | ---- | ---- | -------- |
| Castro Verde e Casével   | 34,91 | 28,75 | 15,18 | 12,00 | 4,89 | 2,09 | 1,38 | 0,28 | 0,28 | 0,24 | 2 157    |
| Entradas                 | 31,67 | 25,33 | 11,00 | 22,00 | 4,33 | 3,00 | 1,00 | 1,00 | 0,67 | 0    | 306      |
| Santa Bárbara de Padrões | 31,45 | 19,16 | 20,39 | 14,74 | 9,83 | 2,95 | 0,49 | 0,25 | 0,25 | 0,49 | 413      |
| São Marcos da Ataboeira  | 36,30 | 22,22 | 9,63  | 24,44 | 2,22 | 2,22 | 2,22 | 0,74 | 0    | 0    | 137      |
| Castro Verde             | 34,17 | 26,78 | 15,22 | 13,97 | 5,39 | 2,31 | 1,25 | 0,37 | 0,31 | 0,24 | 3 013    |

### Cuba
| Candidato               | Candidato                | Votos | %               |
| ----------------------- | ------------------------ | ----- | --------------- |
|                         | António Sampaio da Nóvoa | 620   | 34,87 / 100,00  |
|                         | Marcelo Rebelo de Sousa  | 529   | 29,75 / 100,00  |
|                         | Edgar Silva              | 365   | 20,53 / 100,00  |
|                         | Marisa Matias            | 131   | 7,37 / 100,00   |
|                         | Maria de Belém Roseira   | 65    | 3,66 / 100,00   |
|                         | Vitorino Silva           | 32    | 1,80 / 100,00   |
|                         | Paulo de Morais          | 18    | 1,01 / 100,00   |
|                         | Henrique Neto            | 14    | 0,79 / 100,00   |
|                         | Jorge Sequeira           | 3     | 0,17 / 100,00   |
|                         | Cândido Ferreira         | 1     | 0,06 / 100,00   |
| Votos Inválidos         | Votos Inválidos          | 38    | 2,09 / 100,00   |
| Total                   | Total                    | 1 816 | 100,00 / 100,00 |
| Eleitorado/Participação | Eleitorado/Participação  | 3 861 | 47,03 / 100,00  |

| Freguesia        | %     | %     | %     | %    | %    | %    | %    | %    | %    | %    | Votantes |
| Freguesia        | ASN   | MRS   | ES    | MM   | MBR  | VS   | PM   | HN   | JS   | CF   | Votantes |
| ---------------- | ----- | ----- | ----- | ---- | ---- | ---- | ---- | ---- | ---- | ---- | -------- |
| Cuba             | 34,20 | 31,34 | 19,83 | 7,27 | 2,77 | 2,25 | 1,30 | 0,87 | 0,09 | 0,09 | 1 172    |
| Faro do Alentejo | 34,47 | 24,76 | 29,61 | 4,85 | 3,88 | 0,97 | 0    | 0,97 | 0,49 | 0    | 209      |
| Vila Alva        | 42,93 | 27,32 | 13,66 | 7,80 | 5,85 | 0,98 | 0,98 | 0    | 0,49 | 0    | 216      |
| Vila Ruiva       | 31,13 | 28,30 | 22,17 | 9,91 | 6,13 | 0,94 | 0,47 | 0,94 | 0    | 0    | 219      |
| Cuba             | 34,87 | 29,75 | 20,53 | 7,37 | 3,66 | 1,80 | 1,01 | 0,79 | 0,17 | 0,06 | 1 816    |

### Ferreira do Alentejo
| Candidato               | Candidato                | Votos | %               |
| ----------------------- | ------------------------ | ----- | --------------- |
|                         | António Sampaio da Nóvoa | 1 076 | 32,13 / 100,00  |
|                         | Marcelo Rebelo de Sousa  | 992   | 29,62 / 100,00  |
|                         | Edgar Silva              | 471   | 14,06 / 100,00  |
|                         | Marisa Matias            | 371   | 11,08 / 100,00  |
|                         | Maria de Belém Roseira   | 252   | 7,52 / 100,00   |
|                         | Vitorino Silva           | 105   | 3,14 / 100,00   |
|                         | Henrique Neto            | 31    | 0,93 / 100,00   |
|                         | Paulo de Morais          | 21    | 0,63 / 100,00   |
|                         | Cândido Ferreira         | 15    | 0,45 / 100,00   |
|                         | Jorge Sequeira           | 15    | 0,45 / 100,00   |
| Votos Inválidos         | Votos Inválidos          | 60    | 1,76 / 100,00   |
| Total                   | Total                    | 3 409 | 100,00 / 100,00 |
| Eleitorado/Participação | Eleitorado/Participação  | 6 962 | 48,97 / 100,00  |

| Freguesia               | %     | %     | %     | %     | %     | %    | %    | %    | %    | %    | Votantes |
| Freguesia               | ASN   | MRS   | ES    | MM    | MBR   | VS   | HN   | PM   | CF   | JS   | Votantes |
| ----------------------- | ----- | ----- | ----- | ----- | ----- | ---- | ---- | ---- | ---- | ---- | -------- |
| Alfundão e Peroguarda   | 32,84 | 27,51 | 12,58 | 13,22 | 9,81  | 2,56 | 0,64 | 0,21 | 0,21 | 0,43 | 476      |
| Ferreira do Alentejo    | 31,99 | 32,09 | 14,36 | 10,75 | 5,73  | 2,91 | 0,90 | 0,55 | 0,50 | 0,20 | 2 032    |
| Figueira dos Cavaleiros | 31,39 | 23,47 | 16,14 | 10,76 | 10,76 | 3,89 | 1,05 | 1,20 | 0,45 | 0,90 | 676      |
| Odivelas                | 34,09 | 30,45 | 8,18  | 10,45 | 9,09  | 4,09 | 1,36 | 0,45 | 0,45 | 1,36 | 225      |
| Ferreira do Alentejo    | 32,13 | 29,62 | 14,06 | 11,08 | 7,52  | 3,14 | 0,93 | 0,63 | 0,45 | 0,45 | 3 409    |

### Mértola
| Candidato               | Candidato                | Votos | %               |
| ----------------------- | ------------------------ | ----- | --------------- |
|                         | António Sampaio da Nóvoa | 1 051 | 34,10 / 100,00  |
|                         | Marcelo Rebelo de Sousa  | 734   | 23,82 / 100,00  |
|                         | Edgar Silva              | 646   | 20,96 / 100,00  |
|                         | Marisa Matias            | 328   | 10,64 / 100,00  |
|                         | Maria de Belém Roseira   | 185   | 6,00 / 100,00   |
|                         | Vitorino Silva           | 57    | 1,85 / 100,00   |
|                         | Paulo de Morais          | 31    | 1,01 / 100,00   |
|                         | Henrique Neto            | 26    | 0,84 / 100,00   |
|                         | Cândido Ferreira         | 12    | 0,39 / 100,00   |
|                         | Jorge Sequeira           | 12    | 0,39 / 100,00   |
| Votos Inválidos         | Votos Inválidos          | 80    | 2,53 / 100,00   |
| Total                   | Total                    | 3 162 | 100,00 / 100,00 |
| Eleitorado/Participação | Eleitorado/Participação  | 6 491 | 48,71 / 100,00  |

| Freguesia                 | %     | %     | %     | %     | %    | %    | %    | %    | %    | %    | Votantes |
| Freguesia                 | ASN   | MRS   | ES    | MM    | MBR  | VS   | PM   | HN   | CF   | JS   | Votantes |
| ------------------------- | ----- | ----- | ----- | ----- | ---- | ---- | ---- | ---- | ---- | ---- | -------- |
| Alcaria Ruiva             | 34,77 | 24,50 | 23,51 | 8,28  | 5,30 | 1,66 | 0,99 | 0    | 0,33 | 0,66 | 309      |
| Corte do Pinto            | 34,33 | 22,09 | 17,01 | 14,63 | 7,16 | 1,79 | 0,60 | 2,09 | 0,30 | 0    | 343      |
| Espírito Santo            | 31,91 | 27,66 | 19,15 | 9,93  | 6,38 | 1,42 | 0,71 | 0    | 2,13 | 0,71 | 145      |
| Mértola                   | 36,70 | 22,13 | 21,05 | 11,57 | 4,16 | 1,93 | 1,16 | 0,62 | 0,31 | 0,39 | 1 332    |
| São Miguel do Pinheiro    | 31,15 | 25,49 | 20,70 | 9,15  | 8,50 | 2,40 | 0,87 | 1,09 | 0,44 | 0,22 | 466      |
| Santana de Cambas         | 36,77 | 28,39 | 15,81 | 8,06  | 6,77 | 0,97 | 0,97 | 1,29 | 0,32 | 0,65 | 322      |
| São João dos Caldeireiros | 23,11 | 22,27 | 31,09 | 9,66  | 9,24 | 2,10 | 1,26 | 0,84 | 0    | 0,42 | 245      |
| Mértola                   | 34,10 | 23,82 | 20,96 | 10,64 | 6,00 | 1,85 | 1,01 | 0,84 | 0,39 | 0,39 | 3 162    |

### Moura
| Candidato               | Candidato                | Votos  | %               |
| ----------------------- | ------------------------ | ------ | --------------- |
|                         | António Sampaio da Nóvoa | 1 601  | 33,64 / 100,00  |
|                         | Marcelo Rebelo de Sousa  | 1 464  | 30,76 / 100,00  |
|                         | Edgar Silva              | 785    | 16,50 / 100,00  |
|                         | Marisa Matias            | 499    | 10,49 / 100,00  |
|                         | Maria de Belém Roseira   | 204    | 4,29 / 100,00   |
|                         | Vitorino Silva           | 103    | 2,16 / 100,00   |
|                         | Paulo de Morais          | 45     | 0,95 / 100,00   |
|                         | Henrique Neto            | 29     | 0,61 / 100,00   |
|                         | Cândido Ferreira         | 21     | 0,44 / 100,00   |
|                         | Jorge Sequeira           | 8      | 0,17 / 100,00   |
| Votos Inválidos         | Votos Inválidos          | 99     | 2,04 / 100,00   |
| Total                   | Total                    | 4 858  | 100,00 / 100,00 |
| Eleitorado/Participação | Eleitorado/Participação  | 12 959 | 37,49 / 100,00  |

| Freguesia                                         | %     | %     | %     | %     | %    | %    | %    | %    | %    | %    | Votantes |
| Freguesia                                         | ASN   | MRS   | ES    | MM    | MBR  | VS   | PM   | HN   | CF   | JS   | Votantes |
| ------------------------------------------------- | ----- | ----- | ----- | ----- | ---- | ---- | ---- | ---- | ---- | ---- | -------- |
| Amareleja                                         | 36,30 | 20,93 | 24,81 | 10,21 | 4,78 | 1,81 | 0,13 | 0,39 | 0,52 | 0,13 | 784      |
| Póvoa de São Miguel                               | 31,31 | 45,12 | 4,04  | 7,74  | 4,71 | 3,70 | 1,68 | 0,67 | 1,01 | 0    | 301      |
| Safara e Santo Aleixo da Restauração              | 37,28 | 29,21 | 17,38 | 8,24  | 4,48 | 1,08 | 0,90 | 0,72 | 0,54 | 0,18 | 563      |
| Santo Agostinho e São João Batista e Santo Amador | 33,06 | 33,52 | 13,37 | 11,73 | 3,82 | 2,43 | 0,96 | 0,57 | 0,36 | 0,18 | 2 875    |
| Sobral da Adiça                                   | 28,22 | 19,94 | 33,44 | 6,75  | 6,44 | 1,23 | 2,15 | 1,23 | 0,31 | 0,31 | 335      |
| Moura                                             | 33,64 | 30,76 | 16,50 | 10,49 | 4,29 | 2,16 | 0,95 | 0,61 | 0,44 | 0,17 | 4 858    |

### Odemira
| Candidato               | Candidato                | Votos  | %               |
| ----------------------- | ------------------------ | ------ | --------------- |
|                         | Marcelo Rebelo de Sousa  | 3 641  | 35,62 / 100,00  |
|                         | António Sampaio da Nóvoa | 2 807  | 27,46 / 100,00  |
|                         | Marisa Matias            | 1 476  | 14,44 / 100,00  |
|                         | Edgar Silva              | 976    | 9,55 / 100,00   |
|                         | Maria de Belém Roseira   | 585    | 5,72 / 100,00   |
|                         | Vitorino Silva           | 346    | 3,38 / 100,00   |
|                         | Paulo de Morais          | 189    | 1,85 / 100,00   |
|                         | Henrique Neto            | 101    | 0,99 / 100,00   |
|                         | Cândido Ferreira         | 63     | 0,62 / 100,00   |
|                         | Jorge Sequeira           | 38     | 0,37 / 100,00   |
| Votos Inválidos         | Votos Inválidos          | 278    | 2,64 / 100,00   |
| Total                   | Total                    | 10 500 | 100,00 / 100,00 |
| Eleitorado/Participação | Eleitorado/Participação  | 20 548 | 51,10 / 100,00  |

| Freguesia                  | %     | %     | %     | %     | %    | %    | %    | %    | %    | %    | Votantes |
| Freguesia                  | MRS   | ASN   | MM    | ES    | MBR  | VS   | PM   | HN   | CF   | JS   | Votantes |
| -------------------------- | ----- | ----- | ----- | ----- | ---- | ---- | ---- | ---- | ---- | ---- | -------- |
| Boavista dos Pinheiros     | 27,02 | 38,47 | 14,29 | 8,77  | 5,09 | 3,25 | 1,56 | 0,71 | 0,57 | 0,28 | 730      |
| Colos                      | 35,67 | 29,35 | 13,54 | 9,26  | 5,64 | 3,39 | 0,68 | 0,45 | 1,58 | 0,45 | 460      |
| Longueira / Almograve      | 49,05 | 17,97 | 15,22 | 5,29  | 6,77 | 3,17 | 1,48 | 0,63 | 0,21 | 0,21 | 483      |
| Luzianes-Gare              | 24,16 | 30,34 | 12,36 | 22,47 | 5,06 | 3,37 | 1,69 | 0    | 0,56 | 0    | 180      |
| Relíquias                  | 25,15 | 34,36 | 11,66 | 15,03 | 7,36 | 3,70 | 0,61 | 1,23 | 0,61 | 0,92 | 336      |
| Saboia                     | 36,03 | 33,33 | 13,24 | 3,68  | 8,82 | 1,47 | 0,74 | 1,47 | 0,49 | 0,74 | 421      |
| Santa Clara-a-Velha        | 35,26 | 31,13 | 9,92  | 7,16  | 7,16 | 3,31 | 1,38 | 2,48 | 1,93 | 0,28 | 376      |
| São Luís                   | 36,59 | 24,27 | 14,39 | 12,56 | 5,61 | 3,17 | 1,10 | 1,46 | 0,37 | 0,49 | 844      |
| São Martinho das Amoreiras | 36,88 | 26,95 | 12,77 | 8,27  | 6,38 | 4,96 | 1,42 | 1,18 | 0,95 | 0,24 | 435      |
| São Salvador e Santa Maria | 33,50 | 29,76 | 14,99 | 11,67 | 4,76 | 2,23 | 1,80 | 0,79 | 0,22 | 0,29 | 1 416    |
| São Teotónio               | 32,50 | 27,34 | 17,10 | 8,11  | 6,49 | 4,00 | 2,29 | 1,12 | 0,71 | 0,33 | 2 471    |
| Vale de Santiago           | 37,37 | 28,73 | 9,72  | 17,28 | 3,67 | 1,08 | 0,22 | 1,08 | 0,86 | 0    | 471      |
| Vila Nova de Milfontes     | 42,97 | 21,29 | 14,07 | 7,83  | 4,65 | 4,38 | 3,23 | 0,66 | 0,44 | 0,49 | 1 877    |
| Odemira                    | 35,62 | 27,46 | 14,44 | 9,55  | 5,72 | 3,38 | 1,85 | 0,99 | 0,62 | 0,37 | 10 500   |

### Ourique
| Candidato               | Candidato                | Votos | %               |
| ----------------------- | ------------------------ | ----- | --------------- |
|                         | Marcelo Rebelo de Sousa  | 978   | 44,90 / 100,00  |
|                         | António Sampaio da Nóvoa | 571   | 26,22 / 100,00  |
|                         | Edgar Silva              | 195   | 8,95 / 100,00   |
|                         | Marisa Matias            | 190   | 8,72 / 100,00   |
|                         | Maria de Belém Roseira   | 143   | 6,57 / 100,00   |
|                         | Vitorino Silva           | 57    | 2,62 / 100,00   |
|                         | Paulo de Morais          | 20    | 0,92 / 100,00   |
|                         | Henrique Neto            | 13    | 0,60 / 100,00   |
|                         | Cândido Ferreira         | 8     | 0,37 / 100,00   |
|                         | Jorge Sequeira           | 3     | 0,14 / 100,00   |
| Votos Inválidos         | Votos Inválidos          | 51    | 2,29 / 100,00   |
| Total                   | Total                    | 2 229 | 100,00 / 100,00 |
| Eleitorado/Participação | Eleitorado/Participação  | 4 595 | 48,51 / 100,00  |

| Freguesia            | %     | %     | %     | %     | %    | %    | %    | %    | %    | %    | Votantes |
| Freguesia            | MRS   | ASN   | ES    | MM    | MBR  | VS   | PM   | HN   | CF   | JS   | Votantes |
| -------------------- | ----- | ----- | ----- | ----- | ---- | ---- | ---- | ---- | ---- | ---- | -------- |
| Garvão e Santa Luzia | 43,21 | 21,27 | 15,61 | 7,69  | 5,20 | 2,94 | 1,58 | 1,36 | 0,68 | 0,45 | 458      |
| Ourique              | 45,05 | 26,65 | 7,69  | 8,52  | 8,24 | 2,47 | 1,10 | 0,18 | 0,09 | 0    | 1 115    |
| Panoias e Conceição  | 30,84 | 40,58 | 11,36 | 11,36 | 2,92 | 1,95 | 0    | 0    | 0,97 | 0    | 314      |
| Santana da Serra     | 59,52 | 18,15 | 2,08  | 8,33  | 6,25 | 3,27 | 0,30 | 1,49 | 0,30 | 0,30 | 342      |
| Ourique              | 44,90 | 26,22 | 8,95  | 8,72  | 6,57 | 2,62 | 0,92 | 0,60 | 0,37 | 0,14 | 2 229    |

### Serpa
| Candidato               | Candidato                | Votos  | %               |
| ----------------------- | ------------------------ | ------ | --------------- |
|                         | Marcelo Rebelo de Sousa  | 1 722  | 28,83 / 100,00  |
|                         | Edgar Silva              | 1 677  | 28,08 / 100,00  |
|                         | António Sampaio da Nóvoa | 1 568  | 26,26 / 100,00  |
|                         | Marisa Matias            | 545    | 9,13 / 100,00   |
|                         | Maria de Belém Roseira   | 262    | 4,39 / 100,00   |
|                         | Vitorino Silva           | 74     | 1,24 / 100,00   |
|                         | Paulo de Morais          | 60     | 1,00 / 100,00   |
|                         | Jorge Sequeira           | 24     | 0,40 / 100,00   |
|                         | Henrique Neto            | 23     | 0,39 / 100,00   |
|                         | Cândido Ferreira         | 17     | 0,28 / 100,00   |
| Votos Inválidos         | Votos Inválidos          | 116    | 1,91 / 100,00   |
| Total                   | Total                    | 6 088  | 100,00 / 100,00 |
| Eleitorado/Participação | Eleitorado/Participação  | 13 563 | 44,89 / 100,00  |

| Freguesia                              | %     | %     | %     | %     | %    | %    | %    | %    | %    | %    | Votantes |
| Freguesia                              | MRS   | ES    | ASN   | MM    | MBR  | VS   | PM   | JS   | HN   | CF   | Votantes |
| -------------------------------------- | ----- | ----- | ----- | ----- | ---- | ---- | ---- | ---- | ---- | ---- | -------- |
| Brinches                               | 25,19 | 29,87 | 29,09 | 8,05  | 4,42 | 1,30 | 0,52 | 0,78 | 0,26 | 0,52 | 387      |
| Pias                                   | 15,50 | 49,54 | 21,40 | 8,59  | 2,27 | 0,59 | 1,10 | 0,25 | 0,34 | 0,42 | 1 206    |
| Serpa (Salvador e Santa Maria)         | 39,06 | 11,38 | 30,60 | 11,38 | 4,38 | 1,55 | 0,89 | 0,22 | 0,31 | 0,22 | 2 310    |
| Vila Nova de São Bento e Vale de Vargo | 26,27 | 36,83 | 20,73 | 7,85  | 4,49 | 1,58 | 1,06 | 0,59 | 0,46 | 0,13 | 1 549    |
| Vila Verde de Ficalho                  | 25,68 | 25,36 | 31,42 | 5,74  | 8,13 | 0,48 | 1,44 | 0,64 | 0,64 | 0,48 | 636      |
| Serpa                                  | 28,83 | 28,08 | 26,26 | 9,13  | 4,39 | 1,24 | 1,00 | 0,40 | 0,39 | 0,28 | 6 088    |

### Vidigueira
| Candidato               | Candidato                | Votos | %               |
| ----------------------- | ------------------------ | ----- | --------------- |
|                         | António Sampaio da Nóvoa | 826   | 36,50 / 100,00  |
|                         | Marcelo Rebelo de Sousa  | 660   | 29,16 / 100,00  |
|                         | Edgar Silva              | 317   | 14,01 / 100,00  |
|                         | Marisa Matias            | 266   | 11,75 / 100,00  |
|                         | Maria de Belém Roseira   | 103   | 4,55 / 100,00   |
|                         | Vitorino Silva           | 49    | 2,17 / 100,00   |
|                         | Paulo de Morais          | 16    | 0,71 / 100,00   |
|                         | Jorge Sequeira           | 13    | 0,57 / 100,00   |
|                         | Henrique Neto            | 9     | 0,40 / 100,00   |
|                         | Cândido Ferreira         | 4     | 0,18 / 100,00   |
| Votos Inválidos         | Votos Inválidos          | 47    | 2,04 / 100,00   |
| Total                   | Total                    | 2 310 | 100,00 / 100,00 |
| Eleitorado/Participação | Eleitorado/Participação  | 4 909 | 47,06 / 100,00  |

| Freguesia      | %     | %     | %     | %     | %    | %    | %    | %    | %    | %    | Votantes |
| Freguesia      | ASN   | MRS   | ES    | MM    | MBR  | VS   | PM   | JS   | HN   | CF   | Votantes |
| -------------- | ----- | ----- | ----- | ----- | ---- | ---- | ---- | ---- | ---- | ---- | -------- |
| Pedrógão       | 37,05 | 13,32 | 29,06 | 8,72  | 7,99 | 1,69 | 0    | 1,21 | 0,73 | 0,24 | 418      |
| Selmes         | 49,40 | 15,36 | 12,95 | 13,55 | 7,23 | 0,90 | 0    | 0,30 | 0    | 0,30 | 339      |
| Vidigueira     | 33,78 | 37,87 | 8,44  | 12,00 | 2,93 | 2,93 | 1,16 | 0,44 | 0,44 | 0    | 1 151    |
| Vila de Frades | 32,82 | 32,57 | 15,01 | 12,72 | 3,31 | 1,53 | 0,76 | 0,51 | 0,25 | 0,51 | 402      |
| Vidigueira     | 36,50 | 29,16 | 14,01 | 11,75 | 4,55 | 2,17 | 0,71 | 0,57 | 0,40 | 0,18 | 2 310    |